# Râul Iza

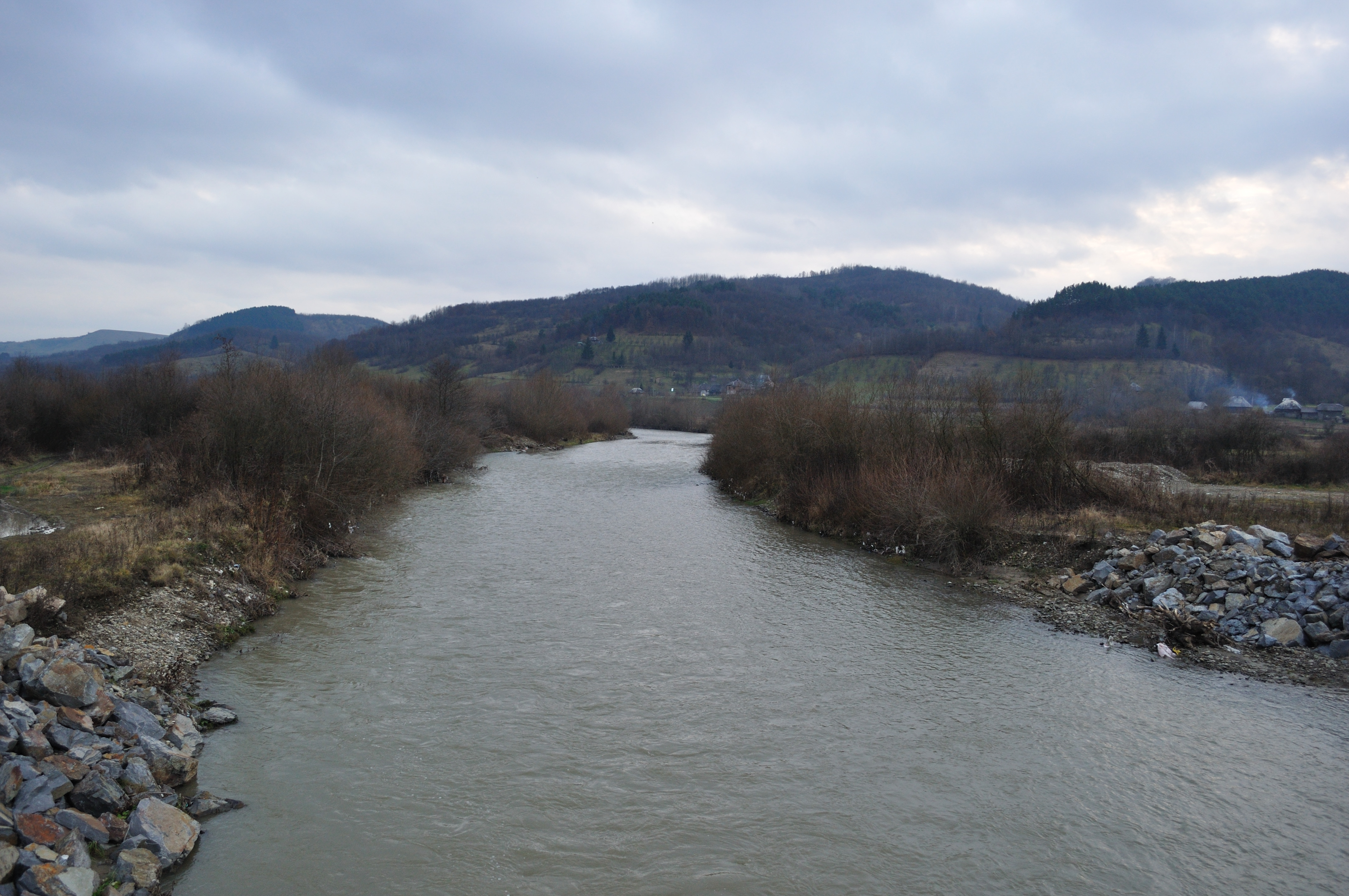
Râul Iza (noiembrie 2010)

Râul Iza este un afluent al Tisei în Maramureș. Izvorăște de sub vârful Bătrâna din Munții Rodnei la altitudinea de 1.380 m, străbate de-a lungul depresiunea Maramureșului și se revarsă în Tisa la vest de Sighetu Marmației, la 268 m altitudine.
Suprafața bazinului său hidrografic însumează 1303 km² pe o lungime de 83 km, formând un adevărat sub-bazic hidrografic, omonim râului, Iza. Pe cursul superior, Iza are o scurgere domoală, ceea ce îi permite să formeze o vale largă, ca în aval de localitatea Strâmtura să formeze între roci mai rezistente defileul de "la strâmtori". 
Afluenții săi mai importanți sunt cei din stânga: Mara unită cu Cosăul, Baicu, Botiza și Slătioara. Pe dreapta Iza primește ca afluent principal Ronișoara ce curge pe o lungime de 22 km.
Precipitațiile prezintă valori ridicate în bazinul Izei, între 853 și 1350 mm/an. Debitul oscilează între 450 și 850 mm/an.

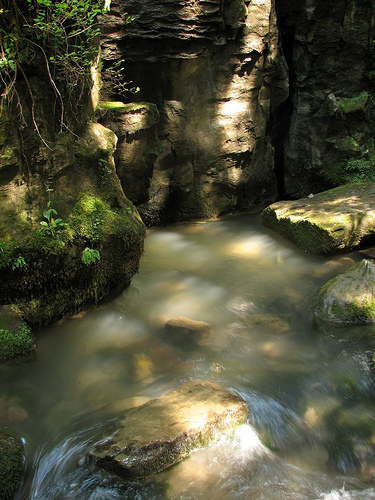
Izvorul Izei

## Hărți
- Harta județului Maramureș
- Harta munții Maramureș
- Harta munții Gutâi  Arhivat în 4 martie 2016, la Wayback Machine.
- Harta munții Rodnei  Arhivat în 22 iulie 2020, la Wayback Machine.
- Harta munții Țibleș  Arhivat în 11 octombrie 2008, la Wayback Machine.